# Ra'ad al-Hamdani
Ra'ad Majid Rashid al-Hamdani (Baghdad, 8 novembre 1951) è un ex generale iracheno, alto ufficiale della Guardia repubblicana irachena e uno tra i generali preferiti di Saddam Hussein.

## Biografia
Hamdani si laureò all'accademia militare irachena a Baghdad con un Bachelor of Arts in scienza militare.
Servì in seguito nella 71ª brigata come primo tenente, con la quale vide l'azione sulle alture del Golan come parte della 3ª divisione corazzata durante la Guerra del Kippur. Dopo tale guerra frequentò l'Università Bakr dal 1978 al 1980, ricevendo un Master of Arts in scienza militare conferitagli dall'accademia dello stato maggiore iracheno.
Durante la guerra Iran-Iraq servì come ufficiale nello stato maggiore in diverse unità corazzate e di ricognizione; nel 1982 entrò nella Guardia repubblicana irachena, servendo come ufficiale anziano addestratore tra il 1987 e il 1989. Accolse i due figli maschi di Saddam Hussein, 'Uday e Qusayy, e il figlio di Tareq Aziz come ufficiali nel suo battaglione. Questi inquadramenti di figli di politici influenti vennero fatti in funzione prettamente propagandistica, in modo che Saddam Hussein e Tareq Aziz potessero affermare che anche i loro figli stavano combattendo nella guerra. Ciò nonostante, ad Hamdani venne detto di non permettere l'uccisione di nessuno dei figli.
Durante l'invasione dell'Iraq del 2003, come comandante del 2º corpo della guardia repubblicana, gli venne data la responsabilità della regione di Kerbela. Hamdani venne in seguito destituito dal comando di altre unità dopo che Qusayy credette che un'invasione statunitense del sud dell'Iraq fosse una finta. Hamdani protestò contro questa decisione e affermò che, se non fossero arrivati immediatamente rinforzi a Kerbela per prevenire una breccia, gli americani avrebbero potuto raggiungere Baghdad in 48 ore. La sua richiesta non venne ascoltata. Ad Hamdani venne ordinato di lanciare un contrattacco in risposta alla continua avanzata degli statunitensi, che portò ad un raid tra la notte del 2-3 aprile con conseguenti pesanti perdite. Gli statunitensi contrattaccarono la seguente mattina, distruggendo totalmente le unità della Guardia Repubblicana.
In seguito all'invasione dell'Iraq, l'esercito iracheno venne dissolto dall'ordine n°2 dell'Autorità Provvisoria della Coalizione. Hamdani, ora non più in servizio nell'esercito iracheno, venne assolto da qualsiasi accusa di crimini politici dalle forze della coalizione. Ciò nonostante, per via della sua natura religiosa sunnita e di ufficiale del governo ba'thista, finì per diventare un bersaglio delle milizie sciite. Come risultato, Hamdani lasciò il paese, insieme ad altri 2 milioni di iracheni, e si trasferì ad Amman, dove continuò a lavorare in un'accademia militare. Nel 2008 si credeva che, se Hamdani fosse ritornato in Iraq, sarebbe stato molto probabilmente ucciso.
Dopo la guerra fondò l'Associazione degli ex ufficiali delle forze armate irachene, di cui attualmente è presidente e con cui sta lavorando per reintegrare gli ex ufficiali dell'esercito iracheno nelle nuove Forze armate irachene.
Al 2009 Hamdani era ancora in contatto con il Partito Ba'th, i cui rappresentanti avevano espresso la loro approvazione per il suo lavoro di reintegrazione degli ex membri del regime ba'thista nel nuovo Iraq. Hamdani ha anche affermato di avere diretti contatti con Mohammed Younis al-Ahmed al-Muwali, il rivale di Izzat Ibrahim al-Douri nella leadership del Partito Ba'th. Hamdani ha anche affermato di rappresentare solamente gli ex ufficiali militari, ma che ha il presentimento che il governo iracheno non abbia bisogno di concedere altre concessioni per reintegrare gli ex ufficiali ba'thisti. Mohammed Salman al-Saady, il consigliere di Niri al-Maliki per la riconciliazione, ha affermato che i suoi colloqui con Hamdani hanno avuto uno stallo per via della contrarietà alle politiche del nuovo governo iracheno da parte dello stesso Hamdani.
Hamdani è un musulmano sunnita che è nato a Baghdad. È un sostenitore del secolarismo ed è noto per il suo senso dell'umorismo e la sua attitudine cosmopolita. Sa leggere l'inglese, ma non lo sa parlare fluentemente. Nel 2009 viveva ad Amman, in Giordania, ed era stato intervistato lo stesso anno dall'Iraqi Perspectives Project. Aveva costruito una stretta relazione con Qusayy Hussein, che aveva servito nel suo battaglione durante la guerra Iran-Iraq. Hamdani crede che questa sua relazione gli abbia permesso di stare fuori dal carcere durante gli anni '90 e lo abbia salvato quando ebbe ad esprimere visioni contrarie ai punti di vista di Saddam Hussein. Nel 1992 si era guadagnato un Dottorato di ricerca in scienza militare dall'accademia della guerra irachena.
Hamdani ha preso parte ad un programma televisivo storico fatto da Russia Today in arabo, apparendo negli episodi della Guerra del Kippur ed apportando maggiori dettagli su questa guerra, alla Guerra del Golfo e all'Invasione dell'Iraq del 2003. Ha anche pubblicato le sue memorie, intitolate "Prima che la Storia ci abbandonasse", nel 2007.